# La main qui écrit
Pour les articles homonymes, voir Main (homonymie).

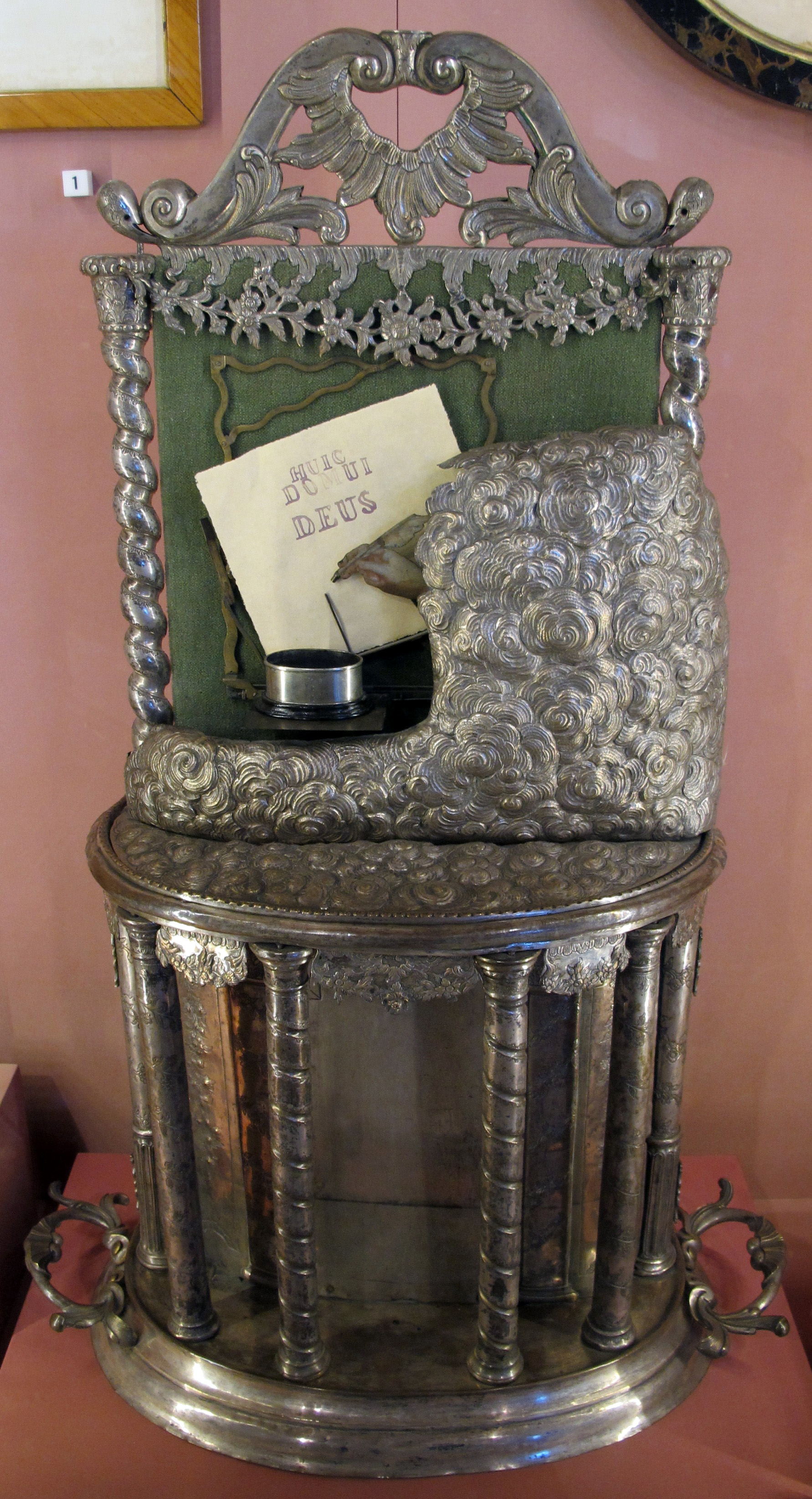
La Main qui écrit, automate au Musée Galilée de Florence.

La main qui écrit est un automate réalisé par Friedrich von Knaus (en) en  1764.
Le mécanisme d'horlogerie met en mouvement une main qui vient tremper une plume dans un encrier, et qui écrit sur un carton la phrase suivante : « Huic Domui Deus / Nec metas rerum / Nec tempora ponat » [Puisse Dieu faire que cette maison n'aie ni fin ni échéance].
Le métal argenté qui recouvre le mécanisme porte la mention Pro Patria. La machine est dédiée par l'artisan Friedrich von Knaus à la Maison de Lorraine, qui régnait à l'époque sur le Grand-Duché de Toscane.
L'exemplaire est conservé dans la Salle X du Musée Galilée de Florence (inv. 3195). L'œuvre est en cuivre argenté, et elle mesure 68 cm sur 100 cm.